# Jay Harrison
Jay Harrison (né le 3 novembre 1982 à Oshawa dans la province d'Ontario au Canada) est un joueur professionnel canadien de hockey sur glace qui évoluait au poste de défenseur.

## Carrière
Après avoir joué pour les Legionaires d'Oshawa dans la Metro Junior A Hockey League, Jay Harrison est sélectionné au premier rang par le Battalion de Brampton lors de la séance de repêchage midget de 2000 de la Ligue de hockey de l'Ontario (également désignée par le sigle LHO). Il remporte par le fait même le trophée Jack-Ferguson remis chaque année au premier choix du repêchage de la LHO.
Après trois saisons avec le Battatlion, il est repêché par les Maple Leafs de Toronto au 82e rang du troisième tour au repêchage d'entrée de 2001 dans la Ligue nationale de hockey. Il fait ses débuts dans l'organisation des Maple Leafs en jouant pour les Maple Leafs de Saint-Jean, franchise affilié à l'équipe de Toronto dans la Ligue américaine de hockey, lors du début de la saison 2001-2002. Au bout de sept matchs, il est renvoyé à son équipe junior du Battalion dans la LHO.
Après avoir joué quatre ans dans la LAH, il fait ses débuts dans la LNH le 27 janvier 2006 contre les Canadiens de Montréal, match où il réalise même son premier point, qui est une aide. En 2006-2007, il commence la saison avec les Maple Leafs de Toronto mais manque une dizaine de matchs à cause d'une blessure à la main et est placé en ballotage où il n'est pas réclamé par une équipe de la LNH pour ensuite être assigné aux Marlies de Toronto où il termine sa saison.
En juin 2008, il part en Suisse où il signe avec le EV Zoug dans la Ligue nationale A. Après une quarantaine de matchs joués, il signe en mars 2009 un contrat pour le restant de la saison 2008-2009 de la LNH avec les Maple Leafs.
En 2009, il signe un contrat en tant qu'agent libre avec les Hurricanes de la Caroline et partage sa saison avec les Hurricanes et l'équipe affilié des River Rats d'Albany de la LAH.  Le 9 octobre 2009, il marque son premier but dans la LNH contre les Panthers de la Floride. En 2010-2011, il joue sa première saison en tant que joueur régulier dans la LNH en participant à 72 matchs avec les Hurricanes.

## Statistiques
Pour les significations des abréviations, voir Statistiques du hockey sur glace.

### En club
| Saison     | Équipe                    | Ligue      |     | Saison régulière | Saison régulière | Saison régulière | Saison régulière | Saison régulière |   | Séries éliminatoires | Séries éliminatoires | Séries éliminatoires | Séries éliminatoires | Séries éliminatoires |
| Saison     | Équipe                    | Ligue      | PJ  | B                | A                | Pts              | Pun              | PJ               | B | A                    | Pts                  | Pun                  |                      |                      |
| 1997-1998  | Legionaires d'Oshawa      | MetJHL     | 42  | 1                | 11               | 12               | 143              | -                | - | -                    | -                    | -                    |                      |                      |
| 1998-1999  | Battalion de Brampton     | LHO        | 63  | 1                | 14               | 15               | 108              | -                | - | -                    | -                    | -                    |                      |                      |
| 1999-2000  | Battalion de Brampton     | LHO        | 68  | 2                | 18               | 20               | 139              | 6                | 0 | 2                    | 2                    | 15                   |                      |                      |
| 2000-2001  | Battalion de Brampton     | LHO        | 53  | 4                | 15               | 19               | 112              | 9                | 1 | 1                    | 2                    | 17                   |                      |                      |
| 2001-2002  | Maple Leafs de Saint-Jean | LAH        | 7   | 0                | 1                | 1                | 2                | 10               | 0 | 0                    | 0                    | 4                    |                      |                      |
| 2001-2002  | Battalion de Brampton     | LHO        | 61  | 12               | 31               | 43               | 116              | -                | - | -                    | -                    | -                    |                      |                      |
| 2001-2002  | RiverKings de Memphis     | LCH        | -   | -                | -                | -                | -                | 1                | 0 | 0                    | 0                    | 2                    |                      |                      |
| 2002-2003  | Maple Leafs de Saint-Jean | LAH        | 72  | 2                | 8                | 10               | 72               | -                | - | -                    | -                    | -                    |                      |                      |
| 2003-2004  | Maple Leafs de Saint-Jean | LAH        | 70  | 4                | 5                | 9                | 141              | -                | - | -                    | -                    | -                    |                      |                      |
| 2004-2005  | Maple Leafs de Saint-Jean | LAH        | 60  | 0                | 4                | 4                | 108              | 4                | 0 | 1                    | 1                    | 9                    |                      |                      |
| 2005-2006  | Marlies de Toronto        | LAH        | 57  | 9                | 20               | 29               | 100              | 5                | 1 | 3                    | 4                    | 8                    |                      |                      |
| 2005-2006  | Maple Leafs de Toronto    | LNH        | 8   | 0                | 1                | 1                | 2                | -                | - | -                    | -                    | -                    |                      |                      |
| 2006-2007  | Maple Leafs de Toronto    | LNH        | 5   | 0                | 0                | 0                | 6                | -                | - | -                    | -                    | -                    |                      |                      |
| 2006-2007  | Marlies de Toronto        | LAH        | 41  | 4                | 14               | 18               | 68               | -                | - | -                    | -                    | -                    |                      |                      |
| 2007-2008  | Marlies de Toronto        | LAH        | 69  | 13               | 14               | 27               | 73               | 18               | 2 | 10                   | 12                   | 35                   |                      |                      |
| 2008-2009  | EV Zoug                   | LNA        | 41  | 6                | 9                | 15               | 96               | -                | - | -                    | -                    | -                    |                      |                      |
| 2008-2009  | Maple Leafs de Toronto    | LNH        | 7   | 0                | 1                | 1                | 10               | -                | - | -                    | -                    | -                    |                      |                      |
| 2009-2010  | Hurricanes de la Caroline | LNH        | 38  | 1                | 5                | 6                | 50               | -                | - | -                    | -                    | -                    |                      |                      |
| 2009-2010  | River Rats d'Albany       | LAH        | 32  | 2                | 12               | 14               | 22               | 8                | 0 | 3                    | 3                    | 23                   |                      |                      |
| 2010-2011  | Hurricanes de la Caroline | LNH        | 72  | 3                | 7                | 10               | 72               | -                | - | -                    | -                    | -                    |                      |                      |
| 2011-2012  | Hurricanes de la Caroline | LNH        | 72  | 9                | 14               | 23               | 60               | -                | - | -                    | -                    | -                    |                      |                      |
| 2012-2013  | Hurricanes de la Caroline | LNH        | 47  | 3                | 7                | 10               | 51               | -                | - | -                    | -                    | -                    |                      |                      |
| 2013-2014  | Hurricanes de la Caroline | LNH        | 68  | 4                | 11               | 15               | 44               | -                | - | -                    | -                    | -                    |                      |                      |
| 2014-2015  | Hurricanes de la Caroline | LNH        | 20  | 1                | 3                | 4                | 42               | -                | - | -                    | -                    | -                    |                      |                      |
| 2014-2015  | Jets de Winnipeg          | LNH        | 35  | 2                | 3                | 5                | 23               | -                | - | -                    | -                    | -                    |                      |                      |
| 2015-2016  | Moose du Manitoba         | LAH        | 18  | 3                | 2                | 5                | 17               | -                | - | -                    | -                    | -                    |                      |                      |
| Totaux LNH | Totaux LNH                | Totaux LNH | 372 | 23               | 52               | 75               | 360              | -                | - | -                    | -                    | -                    |                      |                      |

### En équipe nationale
| Année | Compétition                 |   | PJ | B | A | Pts | Pun                |  | Résultat |
| 2001  | Championnat du monde junior | 7 | 0  | 0 | 0 | 2   | Médaille de bronze |  |          |
| 2002  | Championnat du monde junior | 7 | 0  | 1 | 1 | 6   | Médaille d'argent  |  |          |
| 2013  | Championnat du monde        | 5 | 0  | 1 | 1 | 10  | 5e place           |  |          |

## Trophées et honneurs personnels
- 1998 : trophée Jack-Ferguson
- 1998-1999 : équipe d'étoiles des recrues de la LHO